# Marie (film 1994)
Marie è un film del 1994 diretto da Marian Handwerker.
La pellicola ha per protagonista l'attrice belga Marie Gillain.

## Trama
Marie è una ragazza incinta che decide di aiutare un ragazzino di nome Tonio a trovare la madre: i due partiranno per un lungo viaggio che li porterà fino in Portogallo...